# Rūzbehābād
Rūzbehābād är en ort i Iran.   Den ligger i provinsen Kerman, i den centrala delen av landet, 700 km sydost om huvudstaden Teheran. Rūzbehābād ligger 1 807 meter över havet och antalet invånare är 148.
Terrängen runt Rūzbehābād är en högslätt.Runt Rūzbehābād är det mycket glesbefolkat, med 7 invånare per kvadratkilometer. Närmaste större samhälle är Shahr-e Bābak, 6,9 km norr om Rūzbehābād. Trakten runt Rūzbehābād är ofruktbar med lite eller ingen växtlighet.